# SGR 1806-20
SGR 1806-20은 궁수자리에 있는 중성자별의 일종인 마그네타이다. 지구에서 5만 광년 떨어진 곳에 있으며, 크기는 20 km 이하이고 7.5초마다 자전하며 표면에서의 회전 속도는 시속 30,000 km이다. 2007년까지 인류가 관측한 가장 강력한 자기장을 가진 물체이다. 자기장은 1,000조 가우스(지구 0.5 가우스, 태양 1.0-5.0 가우스 정도) 또는 1,000억 테슬라(T)이다.주위에 극단적인 궤도를 가진 행성이 돌고 있다는 가설이 있지만,확실하지 않다. 외계 행성 후보에 올라와 있다.

## 폭발
2004년 12월 27일, SGR 1806-20은 관측 사상 가장 강력한 폭발을 일으켰다. 만약 감마선을 볼 수 있다면 절대 등급은 -29.0이다. 이는 태양계 바깥 천체 중에서 가장 밝은 것에 속한다. 이 감마선은 폭발 직후에 일부는 자기장에 흡수되었고, 일부는 방출되었다. SGR 1806-20 마그네타 폭발 시 1.3×1039줄의 에너지가 10분의 1초 만에 방출 되었으며, 이것은 태양이 10만 년간 방출하는 에너지 양에 해당된다.(4×1026 W × 3.2×1012 s = 1.3×1039 J). 이 폭발과 비슷한 폭발은 1604년 관측된 케플러 초신성(SN 1604)이다.
이 정도의 폭발이 지구에서 10 광년 내의 곳에서 있었다면, 우리 지구의 오존층을 모두 파괴시킬 수 있는 정도이며, TNT 12 킬로톤의 핵폭발이 7.5 km 거리에서 일어나는 정도이다. 가장 가까운 마그네타는 지구에서 9,000 광년 떨어져 있다.

## 위치
SGR 1806-20은 성단 1806-20에 위치한 전파 성운 G10.0-0.3에 있으며, 가장 많은 H II 영역을 포함하고 있다. 성단 1806-20은 다수의 아주 특이한 별들로 구성되어있는데, 이중에는 적어도 두 개의 고탄소 울프-레이에별(WC9d와 WCL), 두 개의 청색 초거성, 그리고 우리 은하에서 가장 밝고 무거운 항성 중 하나인 LBV 1806-20이다.